# Bürgersinn
Bürgersinn ist ein Walzer von Johann Strauss Sohn (op. 295). Das Werk wurde am 7. Februar 1865 im Redouten Saal der Wiener Hofburg erstmals aufgeführt. 